# Баб аль-Фарадис
Баб аль-Фарадис («Райские ворота») — одни из городских ворот Дамаска.
Ворота находятся в северной части старого города. Название происходит от множества садов и источников воды в окрестности ворот.
Ворота реконструировались несколько раз, последняя перестройка была в 1241 г.